# Débora Giorgi
Pour les articles homonymes, voir Giorgi.
Débora Giorgi, née le 21 octobre 1959 à Buenos Aires (Argentine), est une économiste et femme politique argentine. Elle est actuellement ministre de l'Industrie, sous la présidence de Cristina Fernández de Kirchner.